# Rudolf Ludwig von Erlach

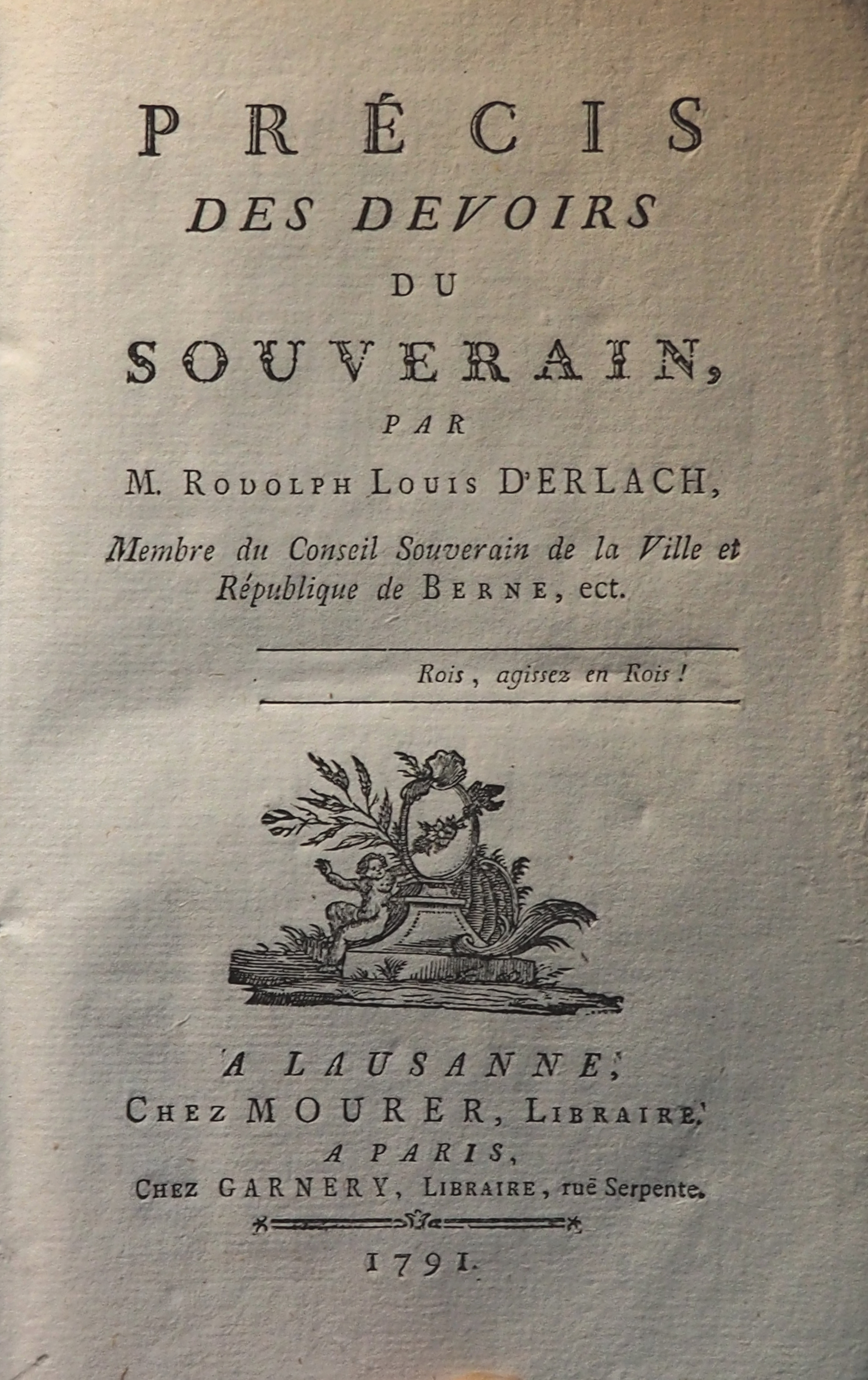
Rudolf Ludwig von Erlach, Précis des devoirs du souverain, Titelblatt (1791)

Rudolf Ludwig von Erlach (* 16. Oktober 1749 in Erlach; † 13. Juni 1808 in Bern) war ein Schweizer, Offizier, Politiker und Schriftsteller.

## Biografie
Rudolf Ludwig von Erlach – genannt Hudibras – kam als Sohn des Franz Ludwig Viktor von Erlach zur Welt. Er diente in den Jahren 1764 bis 1771 als Grenadieroffizier im Regiment von Erlach in Frankreich. 1773 verheiratete er sich mit Rosina von Bonstetten und wurde Hauptmann der 1. Kompanie des 1. Landgerichtsregiments, 1779 wurde er Major im 2. Oberländischen Regiment. 
1785 wurde er Mitglied des Grossen Rats der Stadt und Republik Bern, von 1786 bis 1788 war er Landvogt in Lugano. In den Jahren 1794 und 1795 war er Major der bernischen Stadtwache, 1796 wurde er Schultheiss von Burgdorf. 1797 wurde er zum Obersten befördert. Als Mitgründer des Wiedervereinigungs-Vereins gegen die Helvetische Zentralregierung zur Wiederherstellung der ehemaligen ständischen Ordnung kämpfte er 1802 im Stecklikrieg als Oberkommandant (General) der konföderierten eidgenössischen Truppen im Aufstand gegen die Helvetische Regierung.  In den Jahren 1803 bis 1805 war er erneut bernischer Grossrat. 1807 war er Kaufhausverwalter. Er besass den sogenannten «Erlacherhof» in Wichtrach.
Unter Erlachs Leitung existierte um 1774 ein Freundeskreis, der sich die «Hudibrase» nannten, nach Samuel Butlers 1674 erschienenen Werk Hudibras. Written in the Time of the Late Wars, welches 1737 in einer Teilübersetzung von Johann Jakob Bodmer und 1765 in einer vollständigen Übertragung von Johann Heinrich Waser erschienen war. Hudibras ist bei Butler ein heroisch-komisch denkender Gentleman. Wie es zu seinem Übernamen und dem Freundeskreis kam, beschreibt er selber in seiner Autobiographie: 

„Einer von seinen Freunden, Herr Niklaus Gatschet, der bis dahin nicht viel gelesen hatte, fand bei der Anschauung erwähnter Bibliothek ein Buch mit dem Titel Hudibras bezeichnet, - ein berühmtes kritisches Gedicht über Engellands bürgerliche Kriege, von Butler.- Bei dieser Ansicht rief Herr Gatschet aus: ,Wie kann man so ein dummes Buch in seiner Bibliothek halten!'- Er erzählte dann in der sogenannten grossen Societät, was er für ein Werk in Erlachs Büchersammlung gefunden, und endigte mit dem Schluss, Erlach möchte wohl selbst ein Hudibras sein, um an einem solchen Geschmiere sein Wohlgefallen zu finden. - Dieser groteske Titel erweckte das Lachen von allen Anwesenden, die in der Literatur ebenso wenig wie er [Gatschet] bekannt waren, und sagten dem Erlach sogleich Hudibras hier und Hudibras da! Dieser antwortete: «Nun dann, wenn ich der Bernische Hudibras sein muss, so will ich mir auch nach dem Beispiel jenes Helden eine Armee bilden, ergriff sein Schnupf, schlug damit einem jedem von ihnen auf den schönfrisierten Kopf mit den Worten: ‚von nun an sollst du auch ein Hudibras sein‘ und verursachte ein solches Derangement in den Coiffuren von diesen jungen Herren, dass niemand von ihnen in die Assemblee gehen konnte. Auf diese Ceremonie folgte ein Suppe [Souper], ends welchem erkannt ward, man sollte dieser Gesellschaft ein mysteriöses Ansehen geben und sie  durch diese Lockweise zu vermehren suchen. Ein jeder Novize aber; der sich aufnehmen lassen wolle, müsse die schon angenommenen Glieder gastieren. Dieses Dekret verschafte dann eine grosse Menge von Rekruten, folglich auch von Suppen und andern Lustbarkeiten, so dass nicht nur fast alle jungen vermöglichen Burger von Bern, sondern auch viele junge Reisende, Schweden, Holländer und Engelländer in diese Gesellschaft, die derjenigen, so in Frankreich lange vorher unter dem Namen ,Chevaliers de Ia Calotte‘ errichtet worden, sehr ähnlich war, suchten aufgenommen zu werden.»“

## Schriften
- Code du Bonheur, Lausanne 1788.
- Précis des devoirs du souverain, Lausanne/Paris 1791.
- Betragen der verschiedenen helvetischen Regierungen und Rechtfertigung von dem gegen sie gemachten Aufstand des schweizerischen Volkes, 1803.

## Archive
- Bestände in der Burgerbibliothek Bern